# Мода у Античком Риму
Мода у Античком Риму била је под великим утицајем грчке модe. Римљанке су се дивиле лепоти и изгеду грчких жена. Фризуре и одећа били су веома једноставни. 

## Материјали  и производња
Вуну су Римљани најчешће користили, свила је материјал који је био веома скуп и редак, увозио се из Кине док памук се увозио из Индије. Кожу и крзно су  користили у хладнијим регионима царства, и од стране војника. Женска и мушка одећа су биле другачије.
У Риму је било произвођача ланеног платна (lintarii), кројача (vestiarii), обућара (sutores,fabrri solearii) и златара (aurificis). Од када је Рим постао богатији жене су носиле сав накит који су имале и понекад је то било сувише.

## Одевни предмети

### Туника
Одевни предмет који су носили сви римски грађани, ослобођеници и жене била је туника. Младе девојке су носиле кратке и једноставне тунике са мало украса. У посебним приликама носиле би тунику до чланака. Сенат је прописао да преко тунике римске госпође морају да носе столу, како би се разликовале од жена робиња и ниског сталежа. Приликом изласка из куће жене су морале да носе преко столе и правоугаоне тоге тј. палу (palla). Жене су своју одећу украшавале различитим украсима, без осећаја претеривања, елеганције и мере. Постојало је неколико материјала од којих су прављене тоге, богати су имали квалитетније док су сиромашни имали јефтин и танак материјал.

### Тога
Мушкарци и жене су носили традиционалну римску одећу - тогу, док су у каснијем добу жене које су то носиле сматране проституткама. Различите боје тоге су одавале различиту позицију и слој у друштву. Тога претекста (toga praetexta) је била са љубичастим рубом, носили су је дечаци. Тога пикта (toga picta) је била са златним рубом и носили су је генерали. Тога трабеа (toga trabea) је била потпуно љубичаста тога коју су носили владари али су и имали божанска створења, тога safran је била бела са љубичаством траком и носили су је свештена лица.

### Обућа
Жене и мушкарци су код куће носили saleae. Сматрало се да је неприкладно и непристојно носити сандале ван куће, што је више важило за мушкарце него за жене. Ван куће носила се обућа која је личила на чизме (calcei). Женска обућа је била богато украшена везом, а у кући се носила једна врста натикача. Сандале са тракама које се обмотавају око листова се носе свакодневно. Чизме отворених прстију, са шнирањем спреда, углавном носе војници.